# Daniel Giraldo
Daniel Eduardo Giraldo Cárdenas (Cali, Valle del Cauca; 1 de julio de 1992) es un futbolista colombiano. Juega como mediocampista defensivo y su equipo actual es el Juventude del Brasileirão Serie A.

## Carrera en clubes

### Deportivo Cali
Se inició en las divisiones menores del Deportivo Cali. Giraldo debutó profesionalmente el 12 de agosto de 2009 gracias al entrenador "Cheche" Hernández en un partido de la Copa Colombia frente al América de Cali disputando 30 minutos, aunque valga destacar que dicho encuentro fue dirigido por el asistente técnico argentino Jorge Amado Nunes.
Marcó su primer gol como profesional en el partido válido por la primera fecha de la Copa Colombia 2013 frente al Dépor F. C., atribuyéndosele el primer gol de su equipo 0-1, aquel partido terminó 1-4 a favor del Deportivo Cali.
Debutó en Liga Colombiana en el partido del Deportivo Cali frente al Real Cartagena haciendo un gran partido en función de marca y siendo uno de los jugadores más importantes del compromiso que esa vez se disputó en el Estadio Diego de Carvajal de Magangué.

### S. C. Olhanense
Para el 2014 llega al S.C. Olhanense de la Segunda División de Portugal.

### Santa Fe
Llegando a Independiente Santa Fe para la Clausara 2019, Giraldo jugó de manera desatacada por 2 años calendarios, disputando las fases finales en cada temporada con el leon. Giraldo se destacó como un volante mixto “box-to-box” de buen remate de media distancia, ganándose el premio de jugador del partido en varias ocasiones y llevándose el cariño de la hinchada alba roja. Su etapa con Santa Fe culminó en la final de la única liga 2020, como también la participación en la fase de grupos de la Copa Libertadores 2021, donde Santa Fe quedó eliminado junto a Junior de Barranquilla, en el denominado grupo de la muerte liderado por Club Atlético River Plate y Fluminense FC.

### Millonarios
El 6 de agosto de 2021 es inscrito por Millonarios en la plantilla oficial de Dimayor pendiente a la legalización de su paso al club embajador. Giraldo llega, en inicio, con un contrato de 6 meses con opción de compra del pase. El volante de marca llega como jugador libre luego de no renovar su vínculo con Santa Fe. El 10 de agosto es presentado oficialmente como nuevo jugador de Millonarios. El 18 de agosto realiza su debut en el empate 1-1 ante Alianza Petrolera por Copa Colombia. El 21 de agosto hace su primera aparición en el Torneo Finalización contra el Independiente Medellín teniendo una destacada actuación. El 17 de octubre marca su primer gol con los embajadores curiosamente contra su ex equipo el Independiente Santa Fe en la victoria azul 0-2. El 21 de noviembre vuelve a marcar gol contra el Atlético Nacional en el Atanasio Girardot en victoria de Millonarios por 1-3.

### Junior
El 22 de diciembre de 2021 se confirmó su llegada al Junior de Barranquilla. Debutó en el equipo un mes después de que se conociera su fichaje, el 22 de enero de 2022 en un partido contra Patriotas en Barranquilla, entró en el segundo tiempo al minuto 58.

### Millonarios (2.ª etapa)
Luego de un 2022 lejos de su mejor nivel, el jugador manifiesta su deseo de regresar a Millonarios, a pesar de tener contrato vigente con el Junior de Barranquilla por dos años más. Luego de varios inconvenientes, el 23 de diciembre logra finiquitar su desvinculación para así poder firmar nuevamente con Millonarios, esta vez por 3 años de contrato.
El 29 de enero de 2023, Giraldo marca su primer gol en el año contra el Deportivo Pereira, que terminó en victoria del embajador por 1-3

## Selección nacional
En enero de 2022 fue convocado para un partido amistoso de la selección de fútbol de Colombia contra Honduras en Estados Unidos. Debutó el 16 de enero de 2022 como titular en la victoria 2 por 1 sobre Honduras.
Para el 2023 es convocado para las eliminatorias en los partidos contra Venezuela y Chile

## Estadísticas
| Club                       | Div.          | Temporada     | Liga  | Liga  | Copas             | Copas             | Internacional     | Internacional     | Total | Total |
| Club                       | Div.          | Temporada     | Part. | Goles | Part.             | Goles             | Part.             | Goles             | Part. | Goles |
| -------------------------- | ------------- | ------------- | ----- | ----- | ----------------- | ----------------- | ----------------- | ----------------- | ----- | ----- |
| Deportivo Cali · Colombia  | 1.ª           | 2009          | 0     | 0     | 1                 | 0                 | Sin participación | Sin participación | 1     | 0     |
| Deportivo Cali · Colombia  | 1.ª           | 2010          | 0     | 0     | 1                 | 0                 | Sin participación | Sin participación | 1     | 0     |
| Deportivo Cali · Colombia  | 1.ª           | 2011          | 7     | 0     | 7                 | 0                 | 1                 | 0                 | 15    | 0     |
| Deportivo Cali · Colombia  | 1.ª           | 2012          | 2     | 0     | 6                 | 0                 | Sin participación | Sin participación | 8     | 0     |
| Deportivo Cali · Colombia  | 1.ª           | 2013          | 7     | 0     | 8                 | 1                 | Sin participación | Sin participación | 15    | 1     |
| Deportivo Cali · Colombia  | 1.ª           | 2016          | 26    | 1     | 4                 | 0                 | 1                 | 0                 | 31    | 1     |
| Deportivo Cali · Colombia  | 1.ª           | 2017          | 23    | 0     | 9                 | 0                 | 2                 | 0                 | 34    | 0     |
| Deportivo Cali · Colombia  | 1.ª           | 2018          | 20    | 0     | 2                 | 0                 | 8                 | 0                 | 30    | 0     |
| Deportivo Cali · Colombia  | Total club    | Total club    | 85    | 1     | 38                | 1                 | 12                | 0                 | 135   | 2     |
| S. C. Olhanense Portugal   | 2.ª           | 2014-15       | 24    | 1     | 3                 | 0                 | Sin participación | Sin participación | 27    | 1     |
| S. C. Olhanense Portugal   | 2.ª           | 2015          | 12    | 0     | 1                 | 0                 | Sin participación | Sin participación | 13    | 0     |
| S. C. Olhanense Portugal   | Total club    | Total club    | 36    | 1     | 4                 | 0                 | 0                 | 0                 | 40    | 1     |
| Deportivo Pasto · Colombia | 1.ª           | 2019          | 26    | 0     | Sin participación | Sin participación | Sin participación | Sin participación | 26    | 0     |
| Deportivo Pasto · Colombia | Total club    | Total club    | 26    | 0     | 0                 | 0                 | 0                 | 0                 | 26    | 0     |
| Santa Fe · Colombia        | 1.ª           | 2019          | 24    | 0     | 2                 | 0                 | Sin participación | Sin participación | 26    | 0     |
| Santa Fe · Colombia        | 1.ª           | 2020          | 25    | 4     | 1                 | 0                 | Sin participación | Sin participación | 26    | 4     |
| Santa Fe · Colombia        | 1.ª           | 2021          | 19    | 1     | Sin participación | Sin participación | 6                 | 1                 | 25    | 2     |
| Santa Fe · Colombia        | Total club    | Total club    | 68    | 5     | 3                 | 0                 | 6                 | 1                 | 77    | 6     |
| Junior · Colombia          | 1.ª           | 2022          | 43    | 2     | 7                 | 0                 | 7                 | 0                 | 57    | 2     |
| Junior · Colombia          | Total club    | Total club    | 43    | 2     | 7                 | 0                 | 7                 | 0                 | 57    | 2     |
| Millonarios · Colombia     | 1.ª           | 2021          | 20    | 2     | 1                 | 0                 | Sin participación | Sin participación | 21    | 2     |
| Millonarios · Colombia     | 1.ª           | 2023          | 41    | 1     | 7                 | 0                 | 10                | 0                 | 58    | 1     |
| Millonarios · Colombia     | 1.ª           | 2024          | 36    | 1     | 4                 | 0                 | 6                 | 0                 | 46    | 1     |
| Millonarios · Colombia     | Total club    | Total club    | 97    | 4     | 12                | 0                 | 16                | 0                 | 125   | 4     |
| Total carrera              | Total carrera | Total carrera | 280   | 12    | 52                | 1                 | 34                | 1                 | 366   | 14    |

### Selección nacional
| Selección        | Año            | Amistosos | Amistosos | Amistosos | Copa América | Copa América | Copa América | Copa Mundial | Copa Mundial | Copa Mundial | Eliminatorias Mundialistas | Eliminatorias Mundialistas | Eliminatorias Mundialistas | Total | Total | Total |
| Selección        | Año            | PJ        | G         | A         | PJ           | G            | A            | PJ           | G            | A            | PJ                         | G                          | A                          | PJ    | G     | A     |
| ---------------- | -------------- | --------- | --------- | --------- | ------------ | ------------ | ------------ | ------------ | ------------ | ------------ | -------------------------- | -------------------------- | -------------------------- | ----- | ----- | ----- |
| Colombia Mayores |                |           |           |           |              |              |              |              |              |              |                            |                            |                            |       |       |       |
| 2022             | 1              | --        | --        | --        | --           | --           | --           | --           | --           | --           | --                         | --                         | 1                          | --    | --    |       |
| Total            | 1              | --        | --        | --        | --           | --           | --           | --           | --           | --           | --                         | --                         | 1                          | --    | --    |       |
| Total Colombia   | Total Colombia | 1         | 0         | 0         | 0            | 0            | 0            | 0            | 0            | 0            | 0                          | 0                          | 0                          | 1     | 0     | 0     |

## Plano personal
Su hermano Juan Giraldo también es futbolista y actualmente juega para el Club Atlético Fénix.

## Palmarés

### Campeonatos nacionales
| Título                | Equipo         | Año  |
| --------------------- | -------------- | ---- |
| Copa Colombia         | Deportivo Cali | 2010 |
| Torneo Apertura       | Millonarios    | 2023 |
| Superliga de Colombia | Millonarios    | 2024 |